# Sinagoga Ets Haim

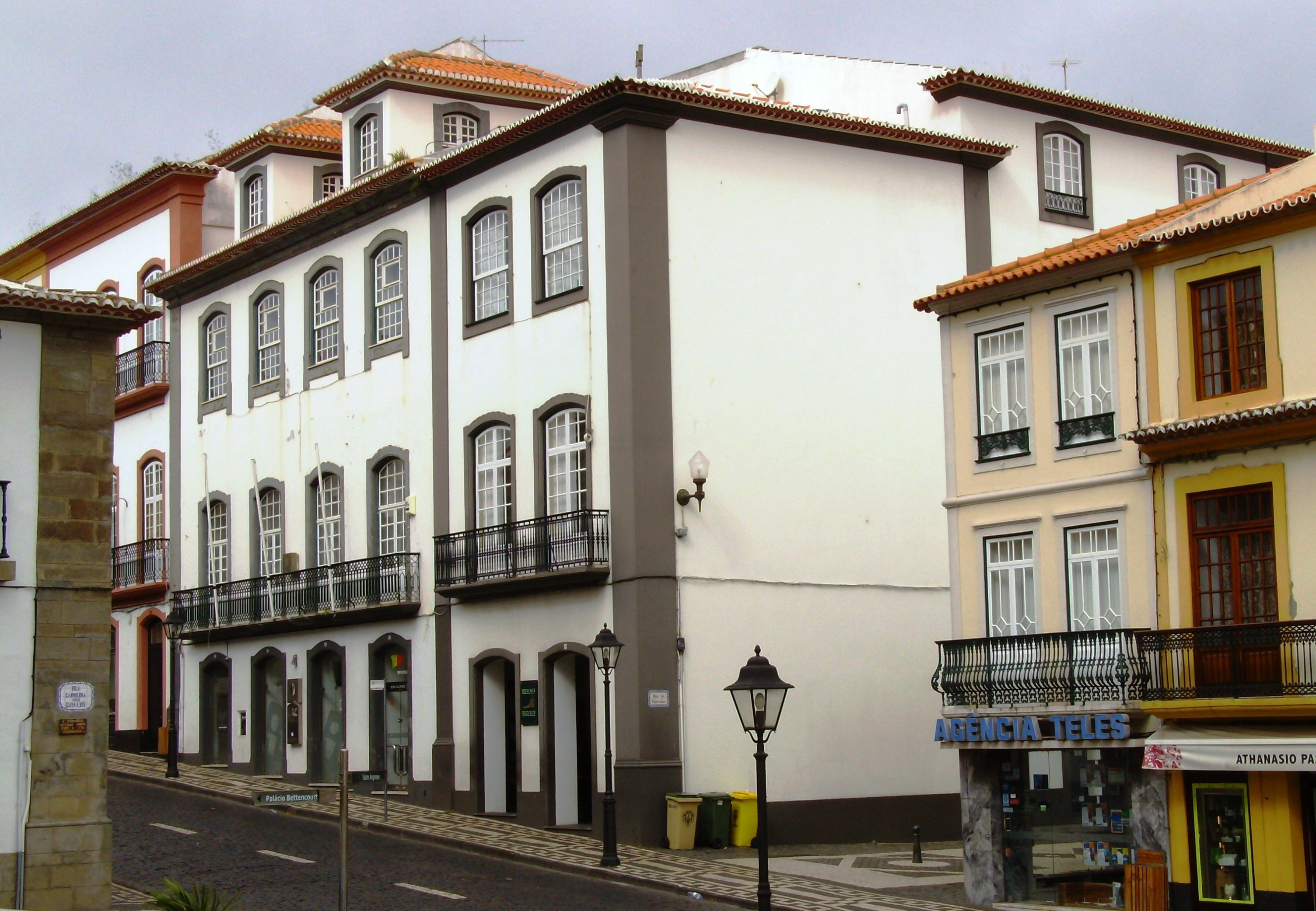
Edifício onde funcionou a Sinagoga Ets Haim, Angra do Heroísmo.

A Sinagoga Ets Haim (possível tradução: "Árvore da Vida") localizava-se no centro histórico de Angra do Heroísmo, na ilha Terceira, nos Açores.

## História
Fundada na segunda metade do século XIX, a sua história está ligada à vida e obra do comerciante judeu Mimom ben Abraham Abohbot, que foi seu fundador, nela tendo exercido as funções de oficiante e mestre de religião. Foi instalada na sua residência, inaugurada quando este obteve emprestada uma torah pertencente ao rabino Judah Azagury, que saiu dos Açores para ir viver em Lisboa.
Em consequência das difusão das ideias liberais em Portugal, diversas famílias hebraicas que viviam no Marrocos, muitas de ascendência portuguesa (sefardita), passaram a dirigir-se a Portugal, nomeadamente para o Algarve e os Açores, onde se instalaram a partir da década de 1820. Esta vaga migratória era constituída por indivíduos que se assumiam como cidadãos britânicos embora, mais tarde, tomasse a nacionalidade portuguesa.
A monarquia liberal portuguesa permitiu em sua Constituição a existência de cultos religiosos diversos, embora mantendo o catolicismo como religião oficial do Estado. Isso levou, por exemplo, a que as sinagogas não tivessem autorização para comunicar diretamente com a via pública, devendo existir um pátio ou zona intermediária de ligação.

## Mimom Abohbot
Mimom Abohbot era um judeu sefardita nascido no Mogador. Era filho de Abraham Abohbot e Raquel Abohbot e foi educado nos estudos e teologia hebraicos. Não se sabe a data de sua chegada aos Açores ou a Angra, mas o historiador Pedro de Merelim, a primeira referência a seu respeito data de 5 de março de 1827, no Livro da Porta da Capitania Geral dos Açores.
Desposou, em 1833, em Londres, Elisabeth Davis Abohbot, por contrato hebraico, em língua hebraica, o qual está no livro de registos da sinagoga "Porta do Céu".
Em 1835, aproveitou a venda em hasta pública de bens nacionais dos [[Extinção das ordens religiosas masculinas|conventos extintos em 1834, e adquiriu o imóvel do antigo Convento da Esperança, à esquina da rua da Sé com a rua da Esperança, onde atualmente se encontram as instalações do RIAC e a loja da TAP. Remodelou e reconstruiu este antigo edifício, dando-lhe o aspecto que hoje conserva, e onde fixou residência. Posteriormente, em 1857, adquiriu uma quinta na Canada dos Folhadais.
Na Terceira tornou-se comerciante de projeção, com estabelecimentos em Angra, vendendo a crédito e emprestando dinheiro a juros. Exportou ainda laranjas para a Grã-Bretanha. Os periódicos da época e as referências públicas mostram-no como uma figura socialmente respeitável, não apenas entre a comunidade judaica, mas em toda a cidade.
Morreu em Angra do Heroísmo a 21 de julho de 1875, "rezando psalmos de David", sendo sepultado no cemitério judeu Campo da Igualdade, no Caminho Novo, na mesma cidade.